# Himmelsanblick
Der Begriff Himmelsanblick ist ein Terminus der Astronomischen Phänomenologie. Er bedeutet, zu einem bestimmten „Termin“ (Datum D und Uhrzeit (wahre Ortszeit) T) sowie für einen bestimmten Beobachtungspunkt (geografische Breite B und Länge L) den genauen Stand des Sternenhimmels über dem Horizont des Beobachters zu berechnen.
Das erfolgt mit den Formeln der Trigonometrie (siehe Sphärische Astronomie und Astronomisches Dreieck), wobei zuvor die Sternzeit am Ort zu berechnen ist.
Hinweis: Der Sternhimmel dreht sich relativ zum Beobachter nicht in genau 24 Stunden, sondern etwa vier Minuten schneller. Die Ursache ist die jährliche Erdbahn um die Sonne – sowie die Selbstverständlichkeit, dass Uhren nach dem Tagesgestirn und nicht nach den Sternen gestellt sind. Als Folge dieses Unterschiedes von bürgerlicher und Sternzeit ist abends zur selben Uhrzeit der Sternhimmel täglich um 3:56 Minuten (oder etwa ein Grad) „weitergedreht“ zu sehen, was in einem Jahr genau eine Erdumdrehung ausmacht.
Je nach den vorgegebenen Größen gibt es folgende Typen von Problemen:
1. Anblicksproblem (Namensgebung von H.Mucke): vorgegeben ist der Standort (B, L), variabel ist die Zeit (D, T)
2. Ortungsproblem: vorgegeben ist der Himmelsanblick, gesucht ist der zugehörige Ort (B, L)
3. Datierungsproblem: vorgegeben sind Himmelsanblick, Ort und Zeit, gesucht ist das Datum (D).

Zwischen Uhrzeit (Ortszeit) und geografischer Länge besteht eine Äquivalenz – d. h. der momentane Himmelsanblick ist an zwei Orten eines Breitengrades, aber unterschiedlicher Länge zwar ein anderer, ist aber zur selben Ortszeit des jeweiligen Datums (fast) identisch. Dies trifft für alle drei obigen Aufgaben zu.
Ein Werkzeug zur Bestimmung des Himmelsanblicks ist eine drehbare Sternkarte.